# Ozeanwirbel

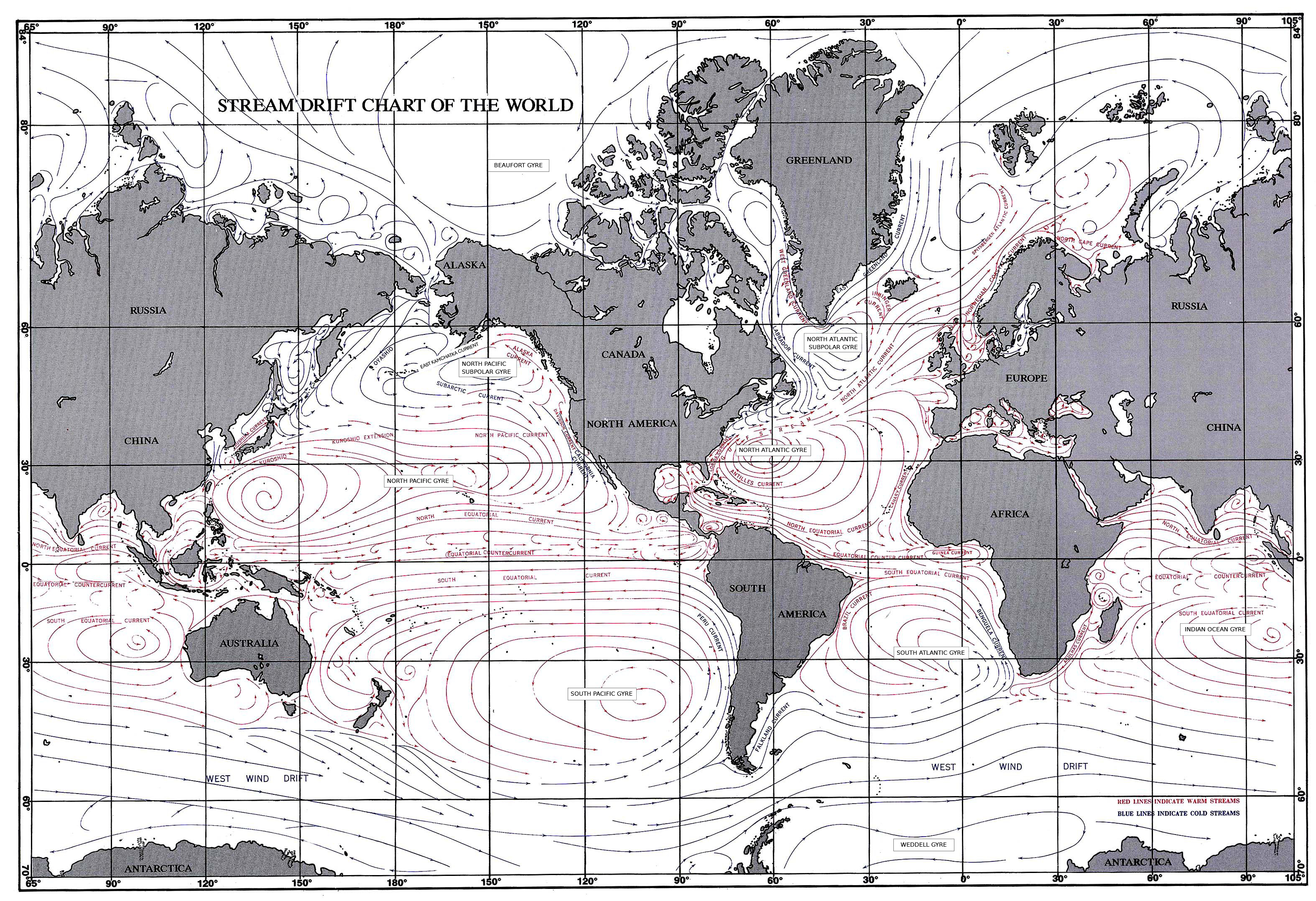
Meeresströmungen der Welt, mit den großen Ozeanwirbeln

Ozeanwirbel, auch: Meereswirbel (englisch: Ocean gyres) sind großräumige Zirkulationssysteme in den Weltmeeren, die durch Winde, die Erdrotation (genauer: die Corioliskraft), Temperatur- und Salzgehaltsunterschiede sowie die Geographie der Ozeanbecken entstehen. Sie beeinflussen das Klima, den Wärmetransport und die biologische Produktivität der Ozeane. Man unterscheidet zwischen beständigen subtropischen Gyren und dynamischeren subpolaren Gyren sowie kleineren, kurzlebigeren Wirbeln, genannt Eddys.

## Entstehung von Wirbeln
Drei Kräfte verursachen die Zirkulation eines Wirbels: globale Windmuster, die Erdrotation und die Landmassen der Erde. Der Wind streicht über die Meeresoberfläche und bewirkt durch Reibung, dass sich das Wasser in die Richtung des Windes bewegt. Die Erdrotation lenkt diese windgetriebenen Strömungen allerdings ab; diese Ablenkung ist Teil des Coriolis-Effekts. Er verschiebt die Oberflächenströmungen um etwa 45 Grad zur Windrichtung, 45° nach rechts auf der Nordhalbkugel und 45° nach links auf der Südhalbkugel. Dadurch entsteht ein allgemeines Zirkulationsmuster.
Die Kontinente und andere Landmassen der Erde (wie z. B. Inseln) beeinflussen ebenfalls die Entstehung von Ozeanwirbeln. Der massive Südpazifikwirbel beispielsweise umfasst Hunderte von Kilometern offenen Ozeans. Er wird nur von den Kontinenten Australien und Südamerika sowie dem Äquator und dem starken Antarktischen Zirkumpolarstrom (ACC) begrenzt.
Im Gegensatz dazu ist der nördliche Indische Ozeanwirbel ein viel kleinerer Wirbel. Anders als beim Südpazifikwirbel wird seine Ausdehnung maßgeblich von den Landmassen bestimmt. Der Äquator bildet seine südliche Grenze, er wird aber ansonsten durch das Horn von Afrika, Sri Lanka, den indischen Subkontinent und den indonesischen Archipel begrenzt.

## Randströmungen
Die subtropischen Wirbel sind von je vier miteinander verbundenen Strömungen umgeben: zwei Randströmungen, die an ihren östlichen und westlichen Rändern etwa in Nord-Süd-Richtung verlaufen, und zwei Ost-West-Strömungen an der nördlichen und an der südlichen Ausdehnung des Wirbels. Die Anordnung der Landmassen und die Erdrotation führen dazu, dass die Randströmungen am westlichen Rand der subtropischen Wirbel am schmalsten und tiefsten sind. Westliche Randströmungen gehören zudem zu den schnellsten nicht-gezeitenabhängigen Meeresströmungen der Erde. Sie erreichen Geschwindigkeiten von über 2,5 Metern pro Sekunde und weisen eine bis zu 100-fache Abflussmenge der gesamten Flüsse der Welt auf, ein Phänomen, das als „westliche Intensivierung“ bezeichnet wird. Zu diesen Strömungen gehören der Golfstrom im Nordatlantik, der Kuroshiostrom im Nordpazifik und der Agulhasstrom im Indischen Ozean.
Wenn diese warmen westlichen Randströmungen auslaufen, sich ausbreiten und verlangsamen, wenden sie sich nach Osten und bilden die polwärts gerichteten Strömungen ihres zugehörigen Wirbels. Im Norden fungieren sie zudem als südliche Begrenzung der subpolaren Wirbel und ermöglichen den Wasseraustausch zwischen den Subtropen und der Arktis. Im Süden verbindet sich der Antarktische Zirkumpolarstrom über diese Strömungen auf ähnliche Weise mit den südlichen subtropischen Wirbeln.
Die kälteren östlichen Randströmungen, die aus den hohen Breiten zum Äquator fließen, sind die langsamsten und diffusesten Strömungen rund um den Wirbel. Am Äquator angekommen, wenden sie sich nach Westen und nehmen an Geschwindigkeit zu, angetrieben von den Passatwinden und der Wärme der tropischen Sonne.

## Die großen Ozeanwirbel

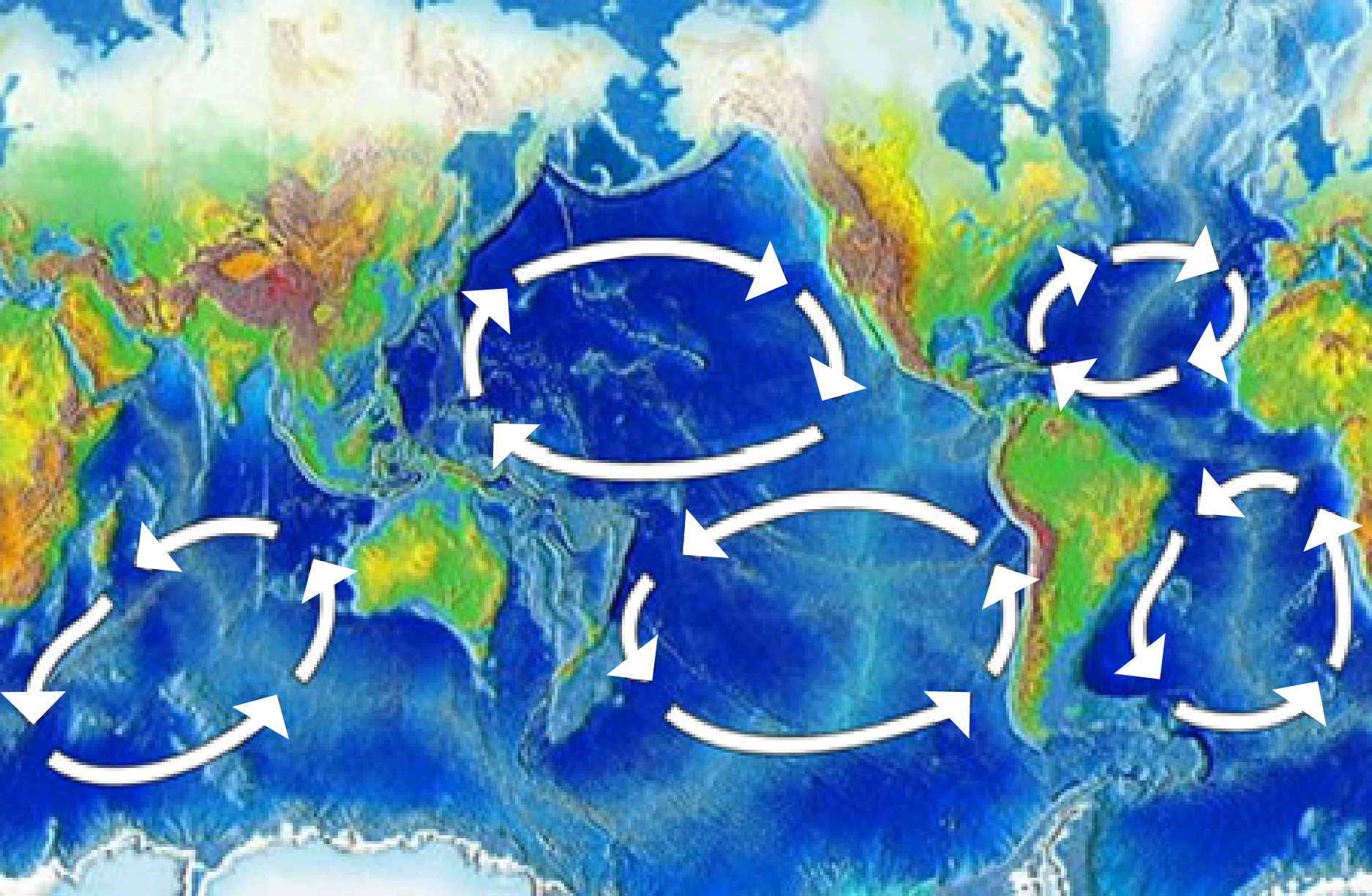
Die fünf großen (subtropischen) Ozeanwirbel

In den großen Ozeanbecken finden sich fünf permanente subtropische Wirbel – jeweils zwei im Atlantik und Pazifik und einer im Indischen Ozean –, die sich auf der Nordhalbkugel im und auf der Südhalbkugel gegen den Uhrzeigersinn drehen. Kleinere, gegen den Uhrzeigersinn drehende Subtropenwirbel mit Zentrum bei etwa 60 Grad nördlicher Breite entstehen durch die vorherrschenden Winde um permanente subarktische Tiefdruckgebiete. Ein weiterer subpolarer Wirbel, der einzige mit Zentrum auf einer Landmasse, umkreist die Antarktis, angetrieben von den nahezu konstanten Westwinden, die ungehindert von Land über dem Südpolarmeer wehen.

### Suptropische Ozeanwirbel
Diese Wirbel entstehen durch die Wechselwirkung von Passat- und Westwinden mit der Corioliskraft. Neuere Studien zeigen, dass sich diese Wirbel im Zuge des Klimawandels polwärts verlagern. Die Gyre transportieren warmes Oberflächenwasser in höhere Breiten und kaltes Tiefenwasser zurück zum Äquator, was entscheidend zur globalen Wärmeverteilung beiträgt. Subtropische Wirbel drehen sich auf der Nordhalbkugel im, auf der Südhalbkugel gegen den Uhrzeigersinn. Sie erzeugen in ihrem Zentrum oft stabile, nährstoffarme Zonen mit geringer Primärproduktion.
Subtropische Ozeanwirbel – Kurzübersicht

#### Nordatlantischer Wirbel
Der Nordatlantische Wirbel ist gelegen zwischen der Intertropischen Konvergenzzone (Inter-Tropical Convergence Zone, ITCZ) und Island. Den südlichen Rand des Wirbels bildet der Nordäquatorialstrom. Sobald sein Wasser die Karibik erreicht, vereinigt es sich mit dem warmen Wasser im Golf von Mexiko und bildet den Golfstrom, eine westliche Randströmung des Nordatlantischer Wirbels. Diese Strömung verläuft dann nordöstlich in Richtung Europa und bildet den Nordatlantikstrom. Der Kanarenstrom zweigt ab und fließt südlich entlang der Westküste Europas und Nordafrikas und vervollständigt die Wirbelzirkulation. Das Zentrum des Wirbels ist die Sargassosee mit einer dichten Ansammlung von Sargassum-Algen. Der Nordatlantische Wirbel transportiert also vor allem warmes Wasser nordwärts.

#### Südatlantischer Wirbel
Der Südatlantische Wirbel ist gelegen zwischen ITCZ und Antarktischem Zirkumpolarstrom. Der Südäquatorialstrom bildet die nördliche Grenze des Wirbels. Hier bewegt sich das Wasser im Brasilstrom, der westlichen Randströmung des Südatlantischen Wirbels, weiter nach Süden. Der Antarktische Zirkumpolarstrom bildet sowohl die südliche Grenze des Wirbels als auch die östliche Komponente der Wirbelzirkulation. Schließlich erreicht das Wasser die Westküste Afrikas, wo es als Teil des östlichen Benguelastroms entlang der Küste nach Norden transportiert wird. Benguela-Niño-Ereignisse, eine atlantische Entsprechung zum El Niño im Pazifischen Ozean, beeinflussen die biologische Produktivität im Benguela-Auftriebsgebiet.

#### Indischer Ozeanwirbel
Der Indischer Ozeanwirbel ist begrenzt durch ITCZ und Antarktischen Zirkumpolarstrom, beeinflusst die globale Zirkulation, indem er über den Agulhasstrom Wasser in den Atlantik leitet. Der Südäquatorialstrom bildet die nördliche Grenze des Indischen Ozeanwirbels. An der Küste Afrikas teilt sich der Südäquatorialstrom bei Madagaskar in den Mosambikstrom und den Ostmadagaskarstrom auf; beide sind westliche Randströmungen des Wirbels. Südlich von Madagaskar vereinigen sich die beiden Strömungen zum Agulhasstrom. Dieser fließt nach Süden, bis er sich mit dem Antarktischen Zirkumpolarstrom verbindet, der am südlichen Rand des Indischen Ozeanwirbels nach Osten fließt. Vervollständigt wird die Wirbelzirkulation durch den nach Norden fließenden Westaustralischen Strom, der die östliche Grenze des Wirbels bildet.

#### Nordpazifischer Wirbel
Der Nordpazifische Wirbel, eines der größten Ökosysteme der Erde, grenzt er im Süden an die Intertropische Konvergenzzone und erstreckt sich nördlich bis etwa 50° N. An der südlichen Grenze des Nordpazifischen Wirbels fließt der Nordäquatorialstrom westwärts entlang des Äquators in Richtung Südostasien. Der Kuroshio-Strom ist seine westliche Randströmung; er fließt nordöstlich entlang der Küste Japans. Bei etwa 50° N wendet er sich nach Osten und wird zum Nordpazifischen Strom. Dieser fließt nach Osten und gabelt sich schließlich nahe der Westküste Nordamerikas in den nordwärts fließenden Alaskastrom und den südwärts fließenden Kalifornienstrom, die östliche Randströmung, die die Zirkulation des Nordpazifischen Wirbels vervollständigt. Er genießt traurige Berühmtheit, weil sich in ihm der „Great Pacific Garbage Patch“ befindet, eine riesige Ansammlung von Müll, insbesondere Plastikmüll.

#### Südpazifischer Wirbel
Der Südpazifische Wirbel umfasst 10 % der globalen Ozeanfläche. An der Nordgrenze des Südpazifischen Wirbels fließt der Südäquatorialstrom nach Westen in Richtung Südostasien und Australien. Dort biegt er nach Süden ab und fließt im Ostaustralischen Strom, einer westlichen Randströmung. Der Antarktische Zirkumpolarstrom führt das Wasser wieder nach Osten zurück. Entlang der Westküste Südamerikas wendet sich die Strömung im Humboldtstrom, der östlichen Randströmung, die die Zirkulation des Südpazifischen Wirbels vervollständigt, nach Norden. Auch er enthält einen großen Müllteppich, der aber erst 2016 entdeckt wurde – ein Indiz für die „Abgelegenheit“ dieses Wirbels.

### Subpolare Gyre
Subpolare Wirbel bilden sich in hohen Breiten (um 60°). Die Zirkulation von Oberflächenwind und Meerwasser ist zyklonal, auf der Nordhalbkugel gegen den Uhrzeigersinn und auf der Südhalbkugel im Uhrzeigersinn, um ein Tiefdruckgebiet wie das anhaltende Aleutentief bzw. das Islandtief. Der Windschub in dieser Region treibt den Ekman-Transport an, der einen Auftrieb nährstoffreichen Wassers aus den unteren Tiefen bewirkt (Upwelling), und fördert dadurch blühende marine Ökosysteme.
Ihre Variabilität korreliert mit Klimaoszillationen wie der Pazifischen Dekaden-Oszillation oder der Nordatlantischen Oszillation (NAO)
Subpolare Ozeanwirbel – Kurzübersicht:

#### Nordatlantischer Subpolarwirbel
Der gegen den Uhrzeigersinn rotierende Nordatlantische Subpolarwirbel im Nordatlantik südlich von Grönland ist eine wichtige Komponente der atlantischen meridionalen Umwälzzirkulation (AMOC). Er transportiert warmes, salziges Wasser nach Norden und beeinflusst damit auch das europäische Klima. Kaltes, weniger salzhaltiges Wasser sinkt ab und bildet Tiefenwasser.

#### Nordpazifischer Subpolarwirbel
Der Nordpazifische Subpolarwirbel ist ein gegen den Uhrzeigersinn rotierendes System zwischen 45° N und 60° N. Seine wichtigen Strömungen sind: der Alaska-Strom (warm) und der Oyashio-Strom (kalt/nährstoffreich). Er beeinflusst das regionale Klima und ist eine wichtige CO₂-Senke.

#### Ross-Wirbel
Der Ross-Wirbel rotiert in der Antarktis vor dem Rossmeer im Uhrzeigersinn und beeinflusst die Meereisverteilung und die Schelfeisschmelze. Er ist damit ein wichtiger Wärme- und Nährstofftransporter im Südpolarmeer.

#### Weddellwirbel
Der Weddellwirbel ist ebenfalls ein im Uhrzeigersinn rotierendes System in der Antarktis, in diesem Falle vor dem Weddellmeer. Er spielt eine Schlüsselrolle bei der Bildung von antarktischem Bodenwasser und beeinflusst den globalen Ozeanaustausch und das Klima.

#### Beaufortwirbel
Der Beaufortwirbel ist ein gegen den Uhrzeigersinn rotierender Wirbel in der Beaufortsee in der Arktis. Er ist das größte Süßwasserreservoir der Arktis (20.000 km³) und beeinflusst den Meereistransport und die globale Süßwasserverteilung.

### Mesoskalige Eddys
Diese kleineren Wirbel mit Durchmessern von 10–500 km entstehen meist an instabilen Strömungen (z. B. dem Golfstrom) und transportieren Wärme, Salz, Kohlenstoff und Nährstoffe. Sie können wie „mobile Ökosysteme“ wirken, die Planktonblüten, Fischnahrung und sogar ganze Biozönosen in entlegene Gebiete transportieren, da sie für Auftrieb im Meer sorgen und Nährstoffe aus der Tiefe an die Oberfläche bringen. Sie sorgen auch für vertikalen Austausch von Nährstoffen.

## Bedeutung für das Klima
Ozeanwirbel sind zentrale Elemente der Meereszirkulation und beeinflussen durch horizontalen Wärmetransport das globale Klima. Sie tragen zur Verteilung von Wärme bei und modulieren Phänomene wie El Niño und die Pazifische Dekaden-Oszillation. Der Nordatlantikwirbel trägt bekanntermaßen zur Erwärmung Europas bei.

## Ökologische Bedeutung

### Nährstoffverteilung und Primärproduktion
Ozeanwirbel beeinflussen stark die Verteilung von Nährstoffen, was sich direkt auf die Primärproduktion durch Phytoplankton auswirkt. Subpolare Wirbel sind nährstoffreich und daher Hotspots für Fischerei und Biodiversität, subtropische Wirbel gelten dagegen als „ozeanische Wüsten“ mit geringer biologischer Aktivität im Zentrum.

### Lebensräume durch mesoskalige Eddys
Eddys fördern Planktonwachstum durch Auftrieb und Nährstofftransport. Sie bieten zudem wandernden Arten wie Thunfisch, Walen und Meeresschildkröten temporäre Nahrungsgründe und Schutzräume.

### Biologische Kohlenstoffpumpe
Eddys und Wirbel transportieren organisches Material in die Tiefe und spielen dadurch eine Schlüsselrolle im globalen Kohlenstoffkreislauf. Durch Sedimentation von totem Plankton und gelösten organischen Stoffen binden sie CO₂ langfristig im Tiefenwasser.

### Müllansammlungen und Ökosystemstörungen
In den stabilen Zonen der subtropischen Wirbel sammeln sich in riesigen Müllstrudeln Kunststoff- und andere Abfälle an – bekanntestes Beispiel: der „Great Pacific Garbage Patch“. Diese Müllansammlungen können marine Nahrungsketten stören und gefährden zahlreiche Organismen.

## Auswirkungen der globalen Erwärmung
Die globale Erwärmung verändert die Dynamik der Ozeanwirbel:
- Eine stärkere Schichtung des Wassers hemmt die Durchmischung und verringert den Nährstofftransport, besonders in subtropischen Wirbeln.[24]
- Veränderte Windmuster verschieben oder verändern Wirbelstrukturen.[25]
- Eine Abschwächung subpolarer Wirbel durch Schmelzwasser stört den Prozess der Tiefenwasserbildung.[26]
- Eine Zunahme mesoskaliger Eddys könnte kurzfristig positive Effekte auf lokale Ökosysteme haben, langfristig aber das ökologische Gleichgewicht verschieben.[21]